# Badis blosyrus
Badis blosyrus — тропічний прісноводний вид риб з роду бадіс (Badis). Походить з північно-східної Індії. Водиться в нижній течії Брахмапутри, в межах штатів Ассам і Нагаленд. Мешкає в неглибоких річках з дном, що складається з гальки, а місцями з піску. Тримається в нижніх шарах води.

## Опис
Звичайний розмір риб становить 4-5 см, самки трохи менші за самців. Спинний плавець має 16-17 твердих і 8-11 м'яких променів, анальний — 7-8 м'яких. Кількість хребців: 27-29.
На зябрових кришках, ближче до спини, розташована велика темна пляма. Уздовж боків тягнуться ряди нерегулярно розташованих чорних плям і червонуватих крапочок.
Самки дрібніші за самців, помітно коротші, а профіль тіла у них округліший, забарвлення тьмяніше. Дорослі самці мають ширші спинний і анальний плавці.
Badis blosyrus дуже схожий зі своїм близьким родичем, іншим представником роду бадіс — Badis assamensis. На перший погляд їх легко сплутати. B. blosyrus відрізняється трохи меншими розмірами дорослих риб і помітно довшими щелепами. Крім того, він має меншу кількість лусок у бічній лінії, більше число зябрових тичинок і меншу кількість хребців.

## Утримання в акваріумі
Badis blosyrus іноді тримають в акваріумах. Як і інших представників роду, цих риб краще тримати парами в невеликих акваріумах. Можна брати одного самця і кількох самок. Декілька самців разом тримають лише у великих акваріумах. Причиною тому є територіальна поведінка риб. Самець вибирає собі схованку у вигляді печери і влаштовує навколо неї свою територію. Захищаючи свої володіння, він поводить себе агресивно.
Рекомендовані пареметри води: pH6,3-7,0, твердість води 8-15 °dKH, температура 23-26 °C.
Годують риб дафніями, артеміями, мотилем, коретрою. Сухих кормів зазвичай не беруть.
Нерестяться в печерах, утворюючи тимчасові пари. За доброї годівлі і парного утримання розведення виду не становить проблем.
Забарвлення самця в період нересту стає яскравішим.
Після відкладання ікри самець перебирає на себе турботу про кладку і личинок. Личинки виводяться із ікри протягом 2-3 днів, ще за 6-8 днів вони починають вільно плавати. Тепер батько їм більше не потрібен. Більше того, він може розглядати молодняк як потенційну їжу, тому його слід відсадити до іншого помешкання. Перший час мальки майже не рухаються, й ідеальним стартовим кормом для них є нематоди, згодом до раціону додають наупліуси артемій.